# Пелаго
Пелаго (итал. Pelago) — коммуна в Италии, располагается в регионе Тоскана, в провинции Флоренция.
Население составляет 7553 человека (2008 г.), плотность населения составляет 140 чел./км². Занимает площадь 54 км². Почтовый индекс — 50060, 50065. Телефонный код — 055.
Покровителем коммуны почитается святой Климент I (папа римский), празднование 23 ноября.

## Демография
Динамика населения:

## Администрация коммуны
- Официальный сайт: http://www.comune.pelago.fi.it/ Архивная копия от 15 мая 2011 на Wayback Machine